# 몬테풀치아노 다브루초

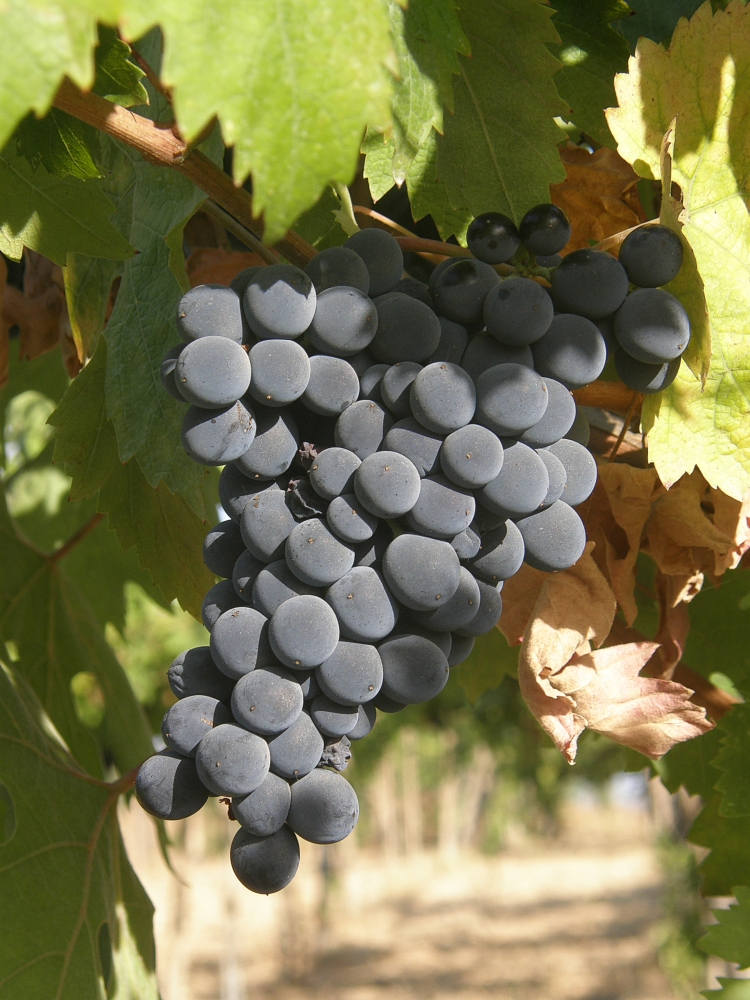

몬테풀치아노 다브루초(Montepulciano d'Abruzzo, 몬테풀치아노 다부르쪼)는 이탈리아 중동부 아브루초 지역의 몬테풀치아노 와인 포도로 만든 이탈리아 적포도주이다. 산지오베제와 다른 포도로 만든 토스카나 포도주인 비노 노빌레 디 몬테풀치아노(Vino Nobile di Montepulciano)와는 구별한다.
몬테풀치아노 다브루초는 1968년에 처음으로 데노미나치오네 디 오리지네 콘트롤라타(DOC)로 분류되었다. 1995년 테라모도 지방에서 DOC로 설립된 콜리네 테라마네(Colline Teramane) 하위 구역은 2017년에 데노미나치오네 디 오리지네 콘트롤라타(DOCG)로 승격되었다. 2003년에 출시되었으며 현재 "Colline Teramane Montepulciano d'Abruzzo"로 알려져 있다. 20세기 후반과 21세기 초반에 몬테풀치아노 다브루초는 이탈리아에서 가장 널리 수출된 DOC 와인 중 하나로 명성을 얻었다. 일반적으로 부드러운 탄닌으로 건조하며 어린 시절에 섭취되는 경우가 많다.
몬테풀치아노 외에도 최대 15%의 산지오베제를 블렌드에 사용할 수 있다. 제조사가 2년 이상 숙성한 와인에는 리세르바(Riserva) 라벨이 붙을 수 있다.